# Deuterotinea auronitens
Deuterotinea auronitens is een vlinder uit de onderfamilie Eriocottinae van de familie Eriocottidae. De wetenschappelijke naam van de soort is voor het eerst geldig gepubliceerd in 1956 door Lucas.